# Hal (lokale)
|  | Sammenskrivningsforslag Artiklerne Sal (rum), Hal (lokale) er foreslået sammenskrevet. (Siden januar 2021) Diskutér forslaget |

 For alternative betydninger, se Hal. (Se også artikler, som begynder med Hal)
En hal (varianter set kaldet aula og lobby) er ét lokale med stor volumen, hvor man fx venter, sælger varer (markedshal), hvor man opbevarer varer (lagerhal), hvor man laver varer (fabrikshal) eller hvor man udstiller varer (udstillingshal).